# Finchita
La finchita és un mineral de la classe dels òxids. Rep el nom en honor del científic de l'United States Geological Survey Warren Finch (1924—2014), la carrera del qual havia estat definida per l'estudi de l'urani i l'exploració de fonts d'aquest.

## Característiques
La finchita és un òxid de fórmula química Sr(UO₂)₂(V₂O₈)(H₂O)₄·H₂O. Cristal·litza en el sistema ortoròmbic.
Els exemplars que van servir per a determinar l'espècie, el que es coneix com a material tipus, es troben conservats les col·leccions mineralògiques del Museu d'Història Natural del Comtat de Los Angeles, a Los Angeles (Califòrnia) amb els números de catàleg: 66476 i 66477.

## Formació i jaciments
Va ser descoberta a Sulfur Springs Draw, a la localitat de Lamesa, dins el comtat de Martin (Texas, Estats Units). També ha estat descrita a la mina Globe Hill, al comtat de Teller (Colorado, EUA), i a la mina Pandora, a La Sal (comtat de San Juan, Utah). Aquests tres indrets són els únics de tot el planeta on ha estat descrita aquesta espècie mineral.